# Суперкубок України з волейболу серед чоловіків 2023
Суперкубок України серед чоловічих волейбольних команд відбувся 15 листопада 2023 року в селі Годилів Чернівецької області.

## Матч
| Дата       | Час   |               | Рахунок |                     | Сет 1 | Сет 2 | Сет 3 | Сет 4 | Сет 5 | Всього | Звіт  |
| ---------- | ----- | ------------- | ------- | ------------------- | ----- | ----- | ----- | ----- | ----- | ------ | ----- |
| 15.11.2023 | 17:00 | ВК «Прометей» | 1–3     | «Епіцентр-Подоляни» | 23–25 | 25–22 | 22–25 | 20–25 |       | 90–97  | [ 1 ] |

| 4                | Україна | Дмитро Шаповал      | 22 |
| 8                | Україна | Дмитро Терьоменко   | 9  |
| 14               | Україна | Олександр Гладенко  |    |
| 15               | Україна | Віталій Щитков      | 2  |
| 17               | Сербія  | Михайло Станкович   | 16 |
| 18               | Україна | Ян Єрещенко         | 9  |
| 19               | Україна | Олександр Бойко (л) |    |
| Заміни:          |         |                     |    |
| 3                | Україна | Дмитро Вієцький     |    |
| 7                | Україна | Дмитро Янчук        |    |
| 10               | Україна | Іван Кривобок       | 2  |
| 12               | Україна | Сергій Євстратов    |    |
| 13               | Україна | Горден Брова (л)    |    |
| 23               | Україна | Денис Велецький     | 4  |
| Головний тренер: |         |                     |    |
| Андрій Левченко  |         |                     |    |

| 4                | Нідерланди | Гійс Йорна         | 12 |
| 5                | Україна    | Євгеній Кісілюк    | 15 |
| 6                | Чехія      | Міхал Фінгер       | 19 |
| 8                | Україна    | Олександр Коваль   | 9  |
| 13               | Україна    | Андрій Жуков (л)   |    |
| 14               | Фінляндія  | Еемі Тервапортті   | 3  |
| 25               | Україна    | Артем Смоляр       | 7  |
| Заміни:          |            |                    |    |
| 1                | Україна    | Денис Фомін (л)    |    |
| 2                | Україна    | Максим Дрозд       |    |
| 7                | Україна    | Олександр Наложний |    |
| 11               | Україна    | Владислав Діденко  |    |
| 42               | Україна    | Данило Уривкін     | 2  |
| Головний тренер: |            |                    |    |
| Маурісіо Паес    |            |                    |    |